# Hochschule Bonn-Rhein-Sieg
Die Hochschule Bonn-Rhein-Sieg ist eine staatliche deutsche Hochschule für angewandte Wissenschaften (Fachhochschule) mit 8.958 Studierenden und 147 Professoren. Ihr Campus erstreckt sich über die drei Standorte Sankt Augustin ⊙, Rheinbach ⊙ und Hennef ⊙. Einen zusätzlichen Standort hat die Hochschule in Bonn, wo sie das Forschungsinstitut b-it mitbetreibt. Seit dem 1. Januar 2009 trägt sie den Namen Hochschule Bonn-Rhein-Sieg und das auch international verwendete Kürzel H-BRS. Der internationale Titel lautet Hochschule Bonn-Rhein-Sieg, gegebenenfalls erweitert um den Zusatz: University of Applied Sciences.

## Geschichte

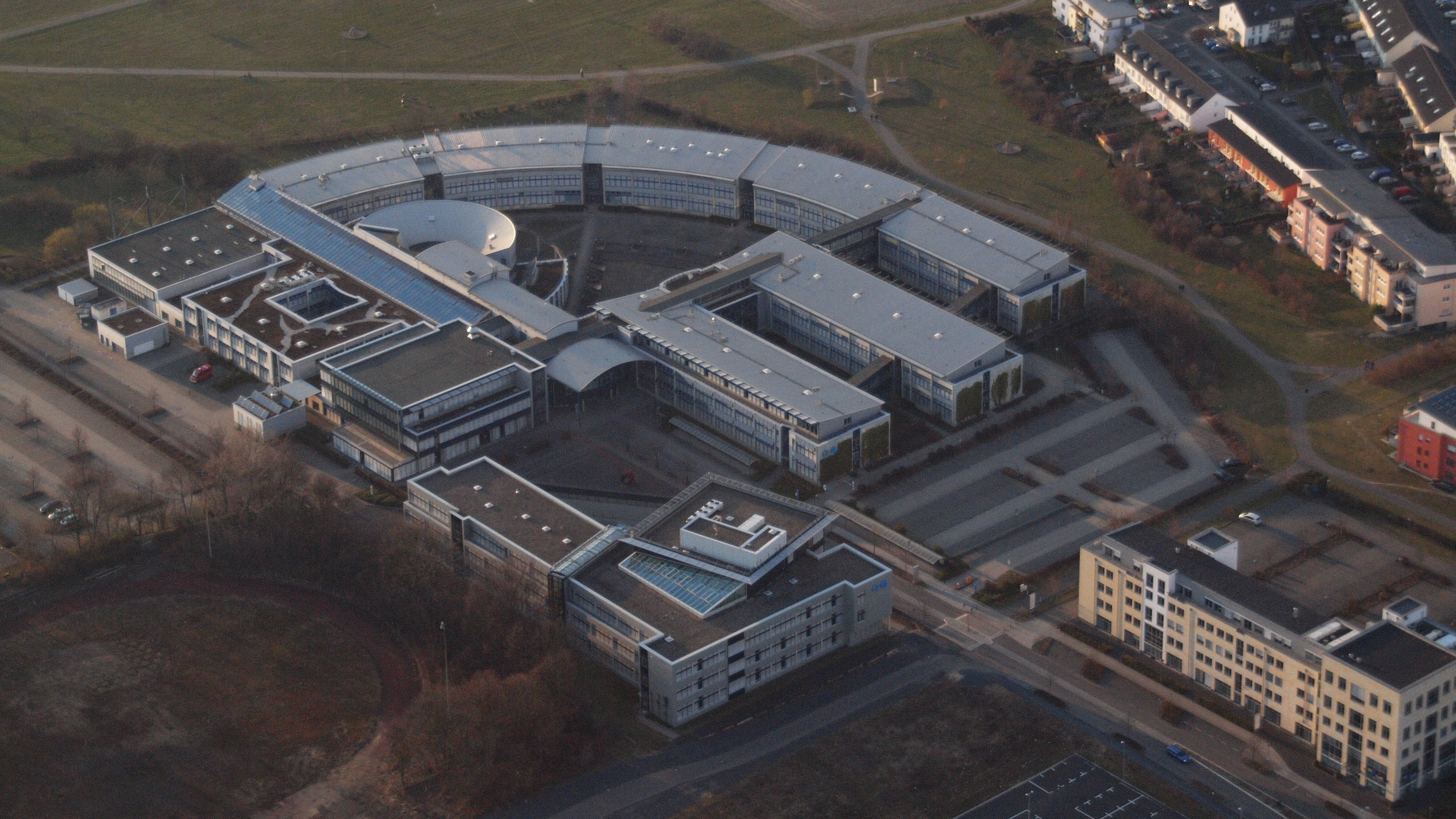
Sankt Augustin, Hochschule Bonn Rhein-Sieg

Die Fachhochschule wurde zum 1. Januar 1995 unter dem Namen Fachhochschule Rhein-Sieg durch das Land Nordrhein-Westfalen errichtet. Ihre Gründung war Bestandteil der „Vereinbarung über die Ausgleichsmaßnahmen für die Region Bonn“, die 1994 getroffen worden war; die Einrichtung wurde bis zum Ende des Jahres 2004 vom Bund finanziert. Ab 2005 war sie eine Einrichtung des Landes Nordrhein-Westfalen, durch das Hochschulfreiheitsgesetz wurde sie dann am 1. Januar 2007 eine eigenständige Körperschaft des öffentlichen Rechts.

## Mitarbeiter und Studierende
An der 1995 gegründeten Hochschule arbeiten etwa 150 Professoren und rund 400 wissenschaftliche Mitarbeiter. Unterstützt werden sie von rund 250 Lehrbeauftragten aus Wissenschaft und Praxis. In Technik und Verwaltung sind mehr als 300 Personen beschäftigt.
Studentenzahlen H-BRS zum 30-jährigen Bestehen
- 2025, in 40 Studiengängen – Gesamtzahl 8.958, Sankt Augustin, Rheinbach und Hennef
  - davon 2.724 am Campus Rheinbach, in den Fachbereichen Angewandte Naturwissenschaften und Wirtschaftswissenschaften[8]

## Studiengänge und Fachbereiche
Die Hochschule bietet in insgesamt fünf Fachbereichen aktuell 40 Studiengänge, aufgeteilt in Bachelor- und Masterstudiengänge an. Zusätzlich bestehen Weiterbildungs- und Zertifikatsstudienprogramme. Es existieren folgende Fachbereiche:
- Fachbereich Wirtschaftswissenschaften Campus Sankt Augustin und Campus Rheinbach
- Fachbereich Informatik Campus Sankt Augustin
- Fachbereich Ingenieurwissenschaften und Kommunikation Campus Sankt Augustin
- Fachbereich Angewandte Naturwissenschaften Campus Rheinbach
- Fachbereich Sozialpolitik und Soziale Sicherung Campus Hennef und Campus Sankt Augustin

## Kooperationen
Das an der Hochschule beheimatete Team der b-it-bots nimmt seit 1998 an verschiedenen Wettbewerben des RoboCup teil und konnte unter anderem im RoboCup@Home-Wettbewerb der Service-Roboter den Titel des Deutschen Meisters (2009 und 2010) und Weltmeisters 2009 erringen. Das Team setzt sich aus Professoren des Fachbereichs Informatik, wissenschaftlichen Mitarbeitern und Studenten des Master-Studiengangs Autonomous Systems zusammen.

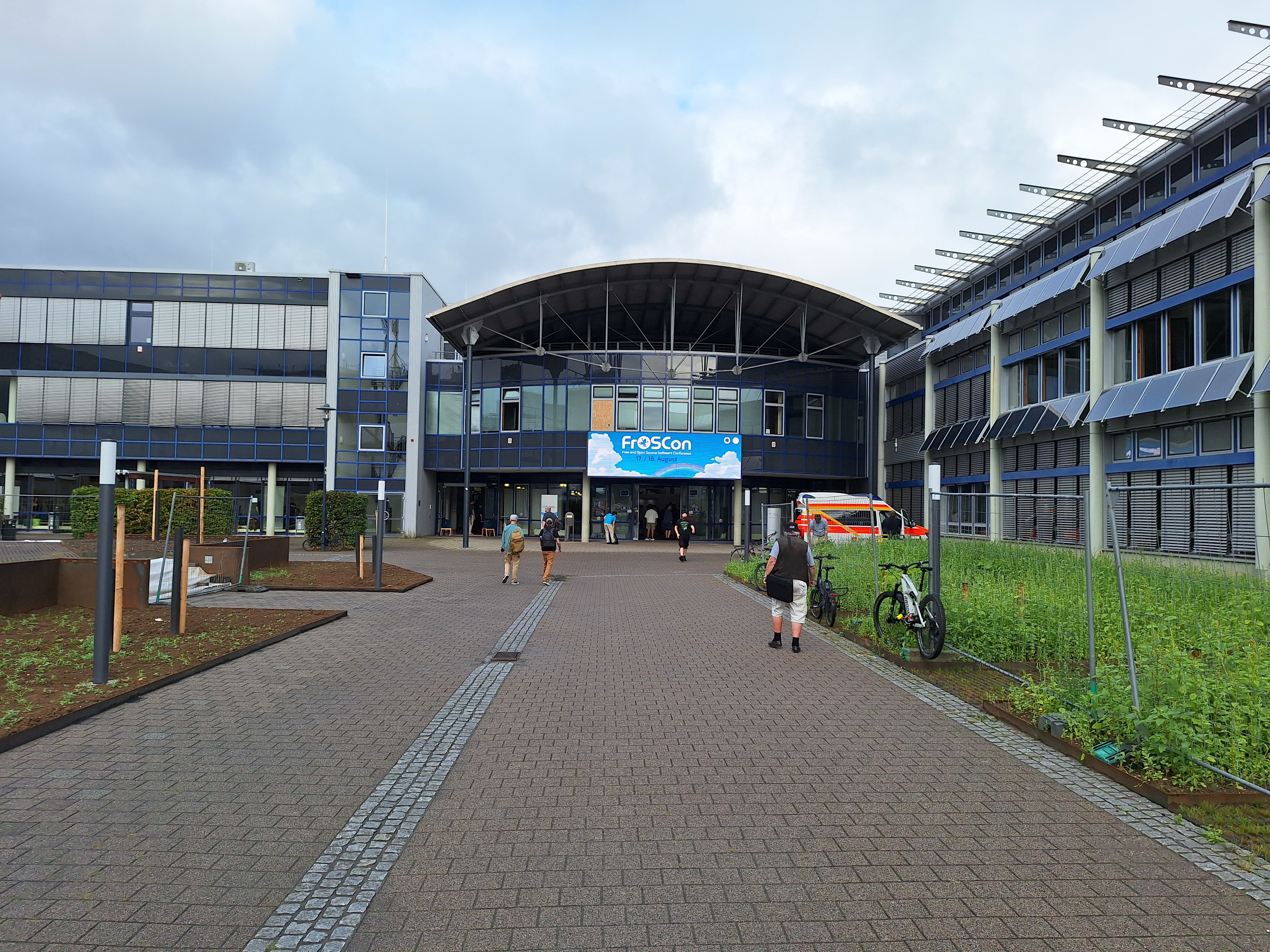
19. FrOSCon am 17. und 18. August 2024

Seit 2006 wird jährlich im August die zweitägige Konferenz Free and Open Source Software Conference (FrOSCon) vom gleichnamigen Verein zusammen mit der örtlichen Linux/Unix-User-Group und dem Fachbereich Informatik zu den Themen freie Software und Open Source veranstaltet. Im Jahr 2008 war sie mit 1250 Teilnehmern die drittgrößte Veranstaltung dieser Art in Deutschland. Die Veranstaltung begann nach Angaben des Veranstalters im Jahr 2006 mit 700 Teilnehmern und 69 Vorträgen und Workshops; 2010 wurden 104 Vorträge und Workshops angeboten. Ein Alleinstellungsmerkmal der Konferenz ist das umfangreiche Kinder- und Jugendprogramm in Form einer Ferienfreizeit, das von Kindern und Jugendlichen des angeschlossenen Vereins Teckids e. V. selbst organisiert wird, mit über 60 Kindern und Jugendlichen zwischen 8 und 16 Jahren.

## Struktur der Hochschule

### Präsidium
Dem Präsidium der Hochschule gehören als hauptamtliche Mitglieder die Präsidentin und die Kanzlerin an. Die Hochschulleitung wird durch die Vizepräsidenten ergänzt. Die Präsidentin Marion Halfmann leitet die Hochschule und vertritt sie nach außen. Die Amtszeit der Präsidentin beträgt sechs Jahre. Die Kanzlerin Angela Fischer ist zuständig für die Verwaltungs- und Rechtsangelegenheiten. Die Vizepräsidenten übernehmen hochschulweite Koordinations- und Entwicklungsaufgaben in den Ressorts:
- Forschung und Transfer
- Studium und Lehre
- Internationales und Digitalisierung[18]

### Hochschulrat
Der Hochschulrat der Hochschule Bonn-Rhein-Sieg (H–BRS) ist zuständig für die Strategie der Hochschule, berät die Hochschulleitung und übt die Aufsicht über deren Geschäftsführung aus. Er ernennt den Präsidenten der Hochschule Bonn-Rhein-Sieg und übt die Dienstaufsicht über ihn aus. Den Vorsitz des Hochschulrates hat derzeit Ines Knauber-Daubenbüchel, Unternehmerin in Bonn, inne. Der Hochschulrat wurde am 30. August 2007 vom Wissenschaftsminister Andreas Pinkwart berufen. Die H-BRS war damit die erste Hochschule in NRW, die ein solches Gremium einsetzte. Der Hochschulrat besteht aus acht Mitgliedern, vier externe und vier Mitglieder aus der Hochschule.

### Senat
Der Senat der Hochschule ist ein zentrales Organ der Selbstverwaltung. Er gibt Empfehlungen und Stellungnahmen zum Entwurf des Hochschulentwicklungsplans, zum Wirtschaftsplan und zur Verteilung der Stellen und Mittel in der H-BRS ab. Darüber hinaus entscheidet er über Ordnungen der Hochschule und nimmt Stellung zum jährlichen Rechenschaftsbericht des Präsidiums. Gemeinsam mit dem Hochschulrat wählt der Senat in der Hochschulversammlung die Mitglieder der Hochschulleitung.
Er kommt zu regelmäßigen, öffentlichen Sitzungen zusammen.

### Fachbereiche
Die zentralen Organisationseinheiten der Hochschule Bonn-Rhein-Sieg sind die fünf Fachbereiche. Die Fachbereiche werden jeweils durch einen Dekan geleitet.

### Institute
Hochschule und Fachbereiche betreiben derzeit folgende wissenschaftliche Einrichtungen:
- Centrum für Entrepreneurship, Innovation und Mittelstand (CENTIM)
- Graduierteninstitut (GI)
- Institut für Cyber Security und Privacy (ICSP)
- Institut für IT-Service (ITS)
- Institut für funktionale Gen-Analytik (IFGA)
- Institut für künstliche Intelligenz und Autonome Systeme
- Institut für Management (IfM)
- Institut für Medienentwicklung und -analyse (IMEA)
- Institut für Sicherheitsforschung (ISF)
- Institut für Soziale Innovationen (ISI)
- Institut für Technik, Ressourcenschonung und Energieeffizienz (TREE)
- Institut für Verbraucherinformatik (IVI)
- Institute of Visual Computing (IVC)
- Internationales Zentrum für Nachhaltige Entwicklung (IZNE)
- Zentrum für Innovation und Entwicklung der Lehre (ZIEL)
- Zentrum für Ethik und Verantwortung (ZEV)
- Zentrum für Wissenschafts- und Technologietransfer (ZWT)

Das BRS Institut für Internationale Studien ist als An-Institut der Hochschule anerkannt.
Zudem betreibt die Hochschule in Bonn gemeinsam mit der Universität Bonn, der RWTH Aachen und dem Fraunhofer-Institut das Bonn-Aachen International Center for Information Technology (b-it).

### Verwaltung und zentrale Einrichtungen
Zentrale Anlaufstellen der Verwaltung bilden das Studierendensekretariat, das Prüfungsamt, das International Office oder die Studierendenberatung. Aufgabenbereiche sind das Qualitätsmanagement, Personal, Finanzen, Bau und Gebäudeinstandhaltung, Planung und Controlling, Justiziariat, Arbeitssicherheit und Gebäudemanagement.
Betriebseinheiten sind das Sprachenzentrum, die zentrale IT-Abteilung, das Zentrum für Wissens- und Technologietransfer und die Hochschul- und Kreisbibliothek.

## Forschung

### Forschungsschwerpunkte
Die Hochschule hat sich folgende Forschungsschwerpunkte gesetzt:
- Sicherheitsforschung
- Nachhaltigkeit, Ressourcenschonung und Energieeffizienz
- Visual Computing
- Life Sciences und Gesundheit
- KI und Autonome Systeme

### Kooperative Forschungsinstitute und -verbünde
- bio innovation park rheinland
- bonn.realis
- DFG-Graduiertenkolleg Imaging New Modalities

## Standorte und Einrichtungen

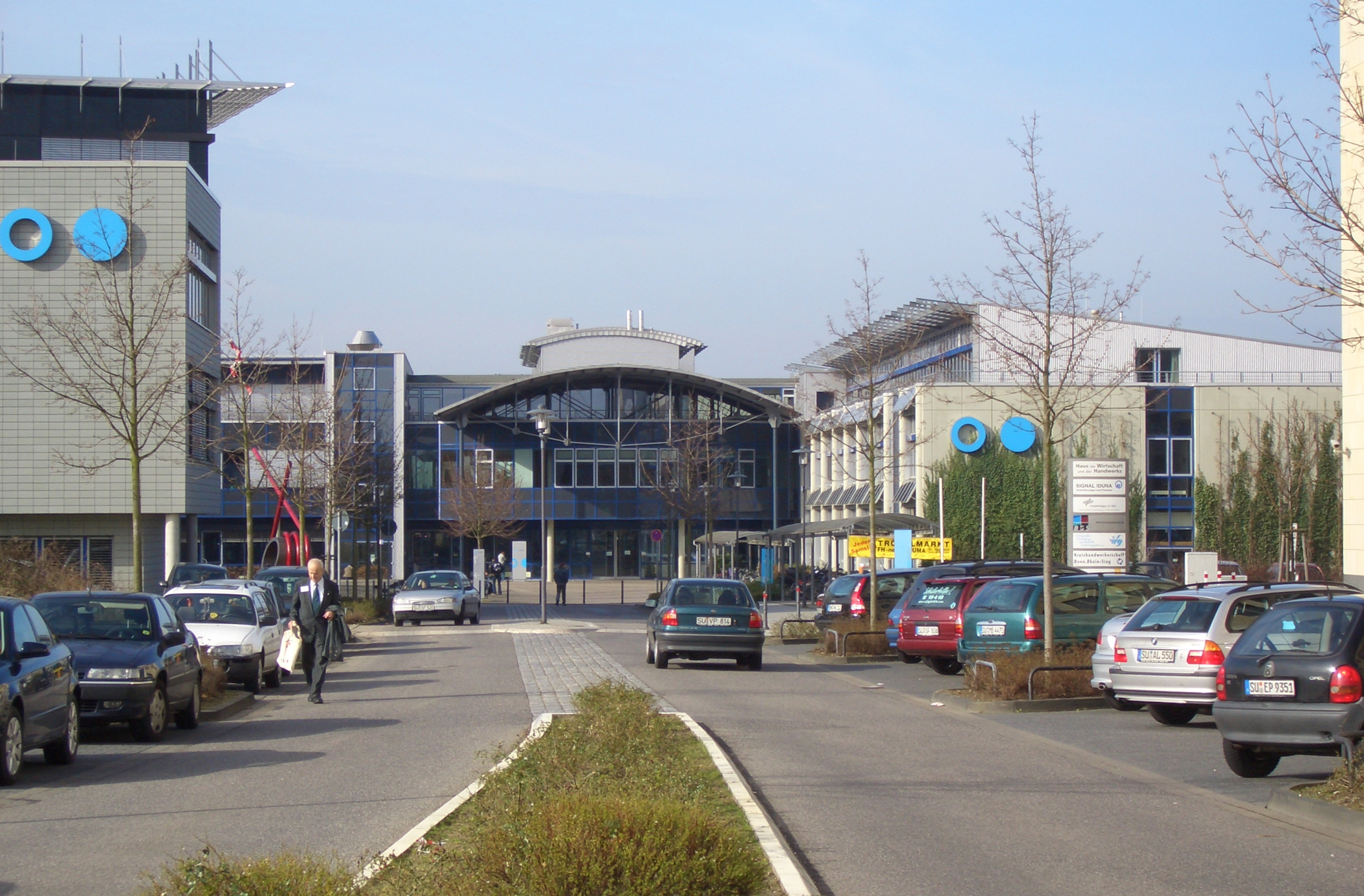
Standort Sankt Augustin

Die Fachbereiche Informatik und Ingenieurwissenschaften und Kommunikation befinden sich am Standort Sankt Augustin, der Fachbereich Angewandte Naturwissenschaften am Standort Rheinbach, der Fachbereich Wirtschaftswissenschaften an beiden Standorten. In Hennef befindet sich ausschließlich der Fachbereich Sozialpolitik und Soziale Sicherung. Dort wurde Birgit Terjung  im Juli 2024 zur Honorarprofessorin ernannt. Die Verwaltung der Hochschule befindet sich am Standort Sankt Augustin. In Bonn betreibt die Hochschule gemeinsam mit der RWTH Aachen und der Universität Bonn das Bonn-Aachen International Center for Information Technology (b-it).
Die Bibliothek der Hochschule, die zugleich als Kreisbibliothek des Rhein-Sieg-Kreises dient, ist auf die Standorte Sankt Augustin und Rheinbach verteilt. Die Bibliothek ist offizieller Normen-Infopoint des DIN. Hier können Normen kostenfrei und aktuell eingesehen werden. An den Standorten Sankt Augustin und Rheinbach gibt es außerdem jeweils eine Mensa und ein Studentenwohnheim. Diese Einrichtungen werden vom Studierendenwerk Bonn betrieben. Des Weiteren bietet das Sprachenzentrum Sprachkurse für Studierende an.

### Campus Sankt Augustin
- Bibliothek
- BusinessCampus
- Fachbereich Ingenieurwissenschaften und Kommunikation
- Fachbereich Informatik
- Fachbereich Wirtschaftswissenschaften
- Fachbereich Sozialpolitik und Soziale Sicherung
- Mensa
- Verwaltung
- Sprachenzentrum
- Studentenwohnheim
- Hochschulkindertagesstätte

### Campus Rheinbach
- Bibliothek (wird erweitert)
- CENTIM (Centrum für Entrepreneurship, Innovation und Mittelstand; früher BusinessCampus)
- Fachbereich Angewandte Naturwissenschaften
- Fachbereich Wirtschaftswissenschaften
- Mensa
- Sprachenzentrum
- Studentenwohnheim
- Hochschulkindertagesstätte

### Campus Hennef
- Fachbereich Sozialpolitik und Soziale Sicherung

### Bonn
- Bonn-Aachen International Center for Information Technology (b-it)

### Gründerzentren auf dem Campus

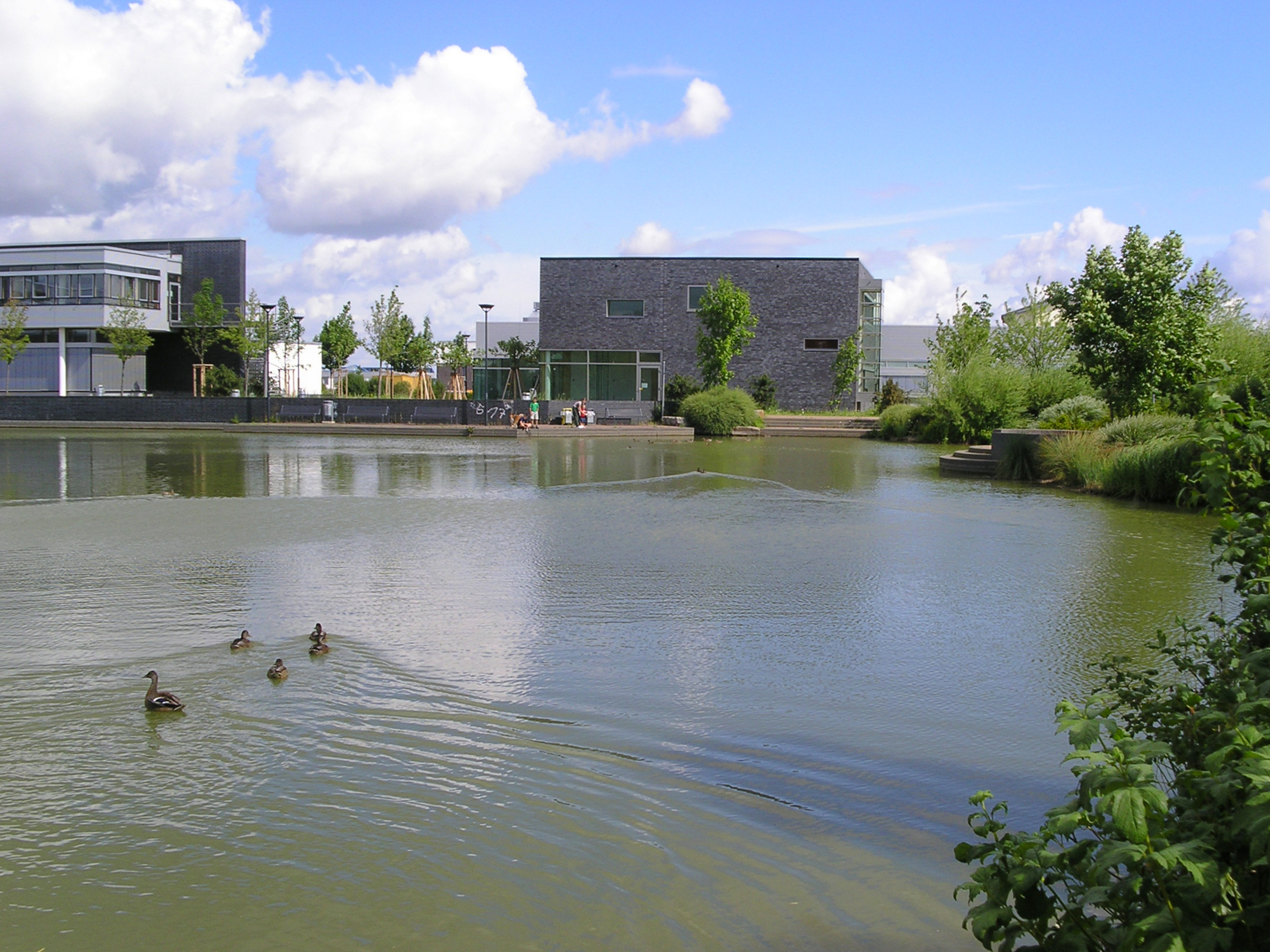
Bürogebäude des BusinessCampus in Rheinbach

Um Studierende und Absolventen zu unterstützen, die sich mit eigenen Unternehmen selbständig machen wollen, haben die Hochschule Bonn-Rhein-Sieg, der Rhein-Sieg-Kreis und die Kreissparkasse Köln gemeinsam die BusinessCampus Rhein-Sieg GmbH gegründet. Sie ist Betreibergesellschaft der Businesszentren an den Hochschulstandorten Sankt Augustin und Rheinbach. Dort können junge Unternehmen Büros mieten und die Infrastruktur und Serviceleistungen nutzen.
Seit April 2021 verfügt die Hochschule mit dem „H-BRS Gründungszentum“ über ein eigenes Gründungszentrum, das als erster Ansprechpartner für alle Hochschulangehörigen und Alumni bereitsteht und diese unterstützt.

## Bekannte Studierende
- Sebastian Bachmann (* 1986), Florettfechter
- Katrin Bauerfeind (* 1982), Moderatorin
- Mandy Gieler (geb. Großgarten) (* 1987), deutsche Weinkönigin 2010/2011 und Chemikerin
- Gabriele Janssen (* 1964), Chemikerin und Sachbuchautorin
- Martin Kläser (* 1987), Pokerspieler
- Witali Malykin (* 1982), Schachspieler
- Julia Seeliger (* 1979), Journalistin und Politikerin
- Sebastian Lenßen (* 1988), Let’s Player
- Tim Brang (* 1997), Schwimmer und Rettungssportler

## Ausgründungen
- True Fruits (2006)[26][27]

## Sonstiges
Die Hochschule verleiht seit 2010 jedes Jahr einen hochschulinternen Innovationspreis. Dabei wird jedes Jahr ein anderer Schwerpunkt ausgeschrieben.
Im März 2007 wurde die Hochschule Bonn-Rhein-Sieg mit dem Grundzertifikat „familiengerechte hochschule“  ausgezeichnet. Im Juni 2010 wurde das Zertifikat durch Bundesfamilienministerin Kristina Schröder für weitere drei Jahre erteilt.
Seit Beginn des Sommersemesters 2005 unterhält die Stadt Sankt Augustin eine selbständige Feuerwehreinheit, die aus Studenten und Mitarbeitern der Hochschule besteht. Die etwa 15 Angehörigen dieser Löschgruppe sind mit ihrer Ausrüstung im Gebäude der Hochschule untergebracht. Alle sind in ihrer Heimatgemeinde ebenfalls in einer Freiwilligen Feuerwehr, in der sie auch ihre Grundausbildung und weiterführende Lehrgänge absolviert haben. Die Löschgruppe fährt Einsätze im gesamten Stadtgebiet, wodurch die Tagesverfügbarkeit von Einsatzkräften erhöht wird.
Seit 2009 tritt das studentische Team BRS Motorsport in der Formula Student an. Seit 2014 wird ein elektrischer Rennwagen entwickelt. 2021 wurde der Gesamtsieg bei der FS Spain erreicht.
Im Dezember 2005 wurde das hochschuleigene Studentenradio gegründet, das dreimal wöchentlich als fhradio auf der Frequenz 96,8 MHz sendete. Studierende der Universität Bonn sendeten ebenfalls auf dieser Frequenz. Aus anfänglich sechs Gruppen entstanden 2009 zunächst die zwei eigenständigen Sender bonncampus 96,8 und radio96acht Bonn, die sich am 5. Juli 2013 zum neuen Sender bonnFM zusammenschlossen, welcher seither als Campusradio für beide Hochschulen agiert.
Erwähnung fand die Hochschule im Computerspiel Deus Ex: Human Revolution. In einem vom Spieler auffindbarem E-Book im letzten Spielabschnitt wird von einer Rede Hugh Darrows, dem Erfinder der im Spiel umstrittenen Augmentierungstechnologie, an der Hochschule berichtet, die im Jahr 2016 stattfand (das Spiel spielt im Jahr 2027).
Insbesondere der Campus Rheinbach war beim Hochwasser in West- und Mitteleuropa 2021 im Sommer 2021 schwer mitbetroffen. Hörsäle und Labore standen unter Wasser und waren vorerst nicht mehr funktional nutzbar. Der Gesamtschaden liegt nach vorläufigen Schätzungen bei rund 50 Millionen Euro, soviel wurde zerstört und muss ersetzt werden. Zum Beginn des Wintersemesters im September wird man auf andere Standorte der Hochschule zurückgreifen müssen und dort vorübergehend enger zusammenrücken.